# Ескалиев, Магаз
Магаз Ескалиев (каз. Мағаз Есқалиев; 1891 год — 1963 год) — заведующий коневодством колхоза «Карабатыр» Новобогатинского района Гурьевской области, Казахская ССР. Герой Социалистического Труда (1948).

## Биография
Магаз Ескалиев родился в 1891 году в селе Забурын Новобогатинского района Гурьевской области Казахстана в семье рыбака. Казах по национальности.
Трудовую деятельность начал в 1906 году в Митрофановском рыбном тресте при Забурунском сельсовете. С 1909 по 1917 год по мобилизации работал в западных губерниях России. Вернувшись на родину, с 1918 по 1936 год продолжал трудиться в Забурунском рыбном тресте, а затем перешёл в колхоз «Социалистический путь», где до 1944 года работал рыбаком и табунщиком на коневодческой ферме.  
В 1944 году был назначен заведующим коневодческой фермой колхоза «Карабатыр» Новобогатинского района.  
Под руководством Магаза Ескалиева коневодческая ферма колхоза «Карабатыр» добилась выдающихся результатов:  
- В 1948 году коллектив фермы перевыполнил план по выращиванию и сдаче сельскохозяйственной продукции государству.
- От 181 кобылы было получено 170 жеребят, которые были успешно выращены в условиях табунного содержания.

Его труд и организаторские способности способствовали увеличению продуктивности животноводства, что сыграло важную роль в развитии сельского хозяйства региона. Магаз Ескалиев стал примером трудолюбия, стойкости и преданности своему делу. Его достижения в животноводстве способствовали укреплению продовольственной базы и улучшению сельскохозяйственной инфраструктуры региона. 

## Общественная работа
В 1947 году был избран депутатом Забурунского сельсовета.

## Награды
Указом Президиума Верховного Совета СССР от 23 июля 1948 года «за получение высокой продуктивности животноводства в 1947 году при выполнении колхозом обязательных поставок сельскохозяйственных продуктов и плана развития животноводства» удостоен звания Героя Социалистического Труда с вручением ордена Ленина и золотой медали «Серп и Молот».

## Память
Улице в селе Жанбай Исатайского района присвоено имя «Мағаз Есқалиев».